# Chłusawa (stacja kolejowa)
Chłusawa (biał. Хлусава, ros. Хлусово) – stacja kolejowa w miejscowości Chłusawa, w rejonie orszańskim, w obwodzie witebskim, na Białorusi. Leży na linii Moskwa - Mińsk - Brześć.